# Kanianka
Kanianka (in tedesco Genkingen , in ungherese Kányahegy)  è un comune della Slovacchia facente parte del distretto di Prievidza, nella regione di Trenčín.
Fu menzionato per la prima volta in un documento storico nel 1479 quale feudo della Signoria di Bojnice e luogo di insediamento di minatori tedeschi. Successivamente passò ai Noffry, preposti di Bojnice.